# Visselråttor
Visselråttor (Parotomys) är ett släkte i familjen råttdjur med två arter som förekommer i södra Afrika.
Arterna är:
- Parotomys brantsii lever i södra Namibia och södra Botswana samt i Sydafrika, den listas av IUCN som livskraftig (LC).
- Parotomys littledalei hittas i Namibia vid kusten och i landets södra delar samt i nordvästra Sydafrika, är likaså livskraftig.

## Beskrivning
Dessa råttdjur har en robust kropp och påfallande små öron. De når en kroppslängd (huvud och bål) mellan 14 och 17 cm, en svanslängd av 8 till 12 cm och en vikt mellan 90 och 150 gram. Pälsen är hos Parotomys brantsii på ovansidan gulbrun till rödbrun och på undersidan ljusbrun till vitaktig. På ovansidan är brune eller svarta hår inblandade som är synliga som mörka streck. Den ena formen av Parotomys brantsii har en svans med en orangeröd första halva och en rödbruna andra halva. Den andra formen har en svart svans förutom ett kort avsnitt närmast bålen som är gulbrun. Hos Parotomys littledalei är ovansidan orangebrun till gulbrun och undersidan ljusbrun. Även vid svansen är undersidan ljusare.
Habitatet utgörs av torra ökenliknande regioner och av Karoostäppen. Individerna gräver bon i marken som fodras med växtdelar. Födan utgörs av gräs, frön och stjälkar.
Enligt ett fåtal studier lever Parotomys littledalei främst ensam och Parotomys brantsii i par eller i små grupper. Honor kan ha fyra kullar per år och per kull föds upp till fyra ungar. Könsmognaden infaller efter tre månader.